# Cerstin Petersmann
Cerstin Petersmann (* 27. November 1964 in Dortmund) ist eine ehemalige deutsche Ruderin, die 1992 eine olympische Bronzemedaille gewann.
Die ältere Tochter des Rudertrainers Günter Petersmann begann 1980 mit dem Rudersport und startete für den Ruderclub Hansa von 1898 aus Dortmund. 1982 erhielt sie bei den Junioren-Weltmeisterschaften die Silbermedaille mit dem Achter. Bereits 1983 gewann sie im Vierer mit Steuerfrau ihren ersten deutschen Meistertitel in der Erwachsenenklasse. Bei der Weltmeisterschaft 1983 war sie erstmals Mitglied des Deutschen Achters und belegte den siebten Platz. 1986 gewann sie mit dem Doppelvierer von Hansa Dortmund den deutschen Meistertitel, im Boot war nun auch ihre jüngere Schwester Katrin Petersmann dabei. 1987 belegte sie bei der Weltmeisterschaft den fünften Platz mit dem Achter. 1988 gewann sie den deutschen Meistertitel im Vierer mit Steuerfrau, wobei neben ihrer Schwester auch ihre Fast-Namensvetterin Kerstin Peters als Steuerfrau im Boot saß. Die fünf Ruderinnen aus diesem Boot rückten für die Olympischen Spiele in den Achter auf; in Seoul verpassten sie das A-Finale und belegten den siebten Platz.
Nach den Olympischen Spielen 1988 wurde der Vierer mit Steuerfrau als olympische Bootsklasse durch den Vierer ohne Steuerfrau ersetzt. Bei der ersten deutschen Meisterschaft in dieser neuen Bootsklasse belegten die beiden Petersmann-Schwestern zusammen mit Sylvia Dördelmann und Monika Kordhanke den zweiten Platz. Im Jahr darauf traten Sylvia Dördelmann und Cerstin Petersmann zusammen mit Gabriele Mehl und Meike Holländer an. Nach dem Gewinn des deutschen Meistertitels belegten die vier Ruderinnen bei der Weltmeisterschaft in Tasmanien den zweiten Platz hinter dem rumänischen Boot, aber vor dem Vierer aus der DDR. 1991 nach der Vereinigung der beiden deutschen Ruderverbände traten Petersmann und Mehl aus dem westdeutschen Vierer zusammen mit Judith Zeidler und Kathrin Haacker aus dem DDR-Vierer an. Nach dem Titelgewinn bei der Deutschen Meisterschaft erreichte das Boot bei der Weltmeisterschaft den dritten Platz hinter den Booten aus Kanada und den Vereinigten Staaten. Alle vier Ruderinnen aus dem Vierer waren 1991 auch bei der Deutschen Meisterschaft im Achter angetreten und hatten den Titel gewonnen. 1992 traten Cerstin Petersmann, Haacker und Zeidler nur im Achter an und gewannen erneut den deutschen Meistertitel. Bei den Olympischen Spielen 1992 belegte der Achter den dritten Platz hinter den Booten aus Kanada und Rumänien.
Dafür erhielt sie am 23. Juni 1993 das Silberne Lorbeerblatt.
Cerstin Petersmann war während ihrer Karriere Aktivensprecherin im Deutschen und im Internationalen Ruderverband. Neben ihrer sportlichen Laufbahn studierte sie Sonderpädagogik.